# شورای مشورتی نسل فضا
شورای مشورتی نسل فضا که برنامه کاربرد فضای سازمان ملل متحد از آن پشتیبانی می‌کند یک سازمان مردم‌نهاد و شبکه حرفه‌ای است که آرمان آن "دادن دیدگاه دانشجویان و کارشناسان فضایی حرفه‌ای جوان به سازمان ملل متحد، صنعت فضایی، و دیگر سازمان‌ها" است. درحالیکه اصطلاح "نسل فضا" برای کَسانی بکار می‌رود که پس از ۴ اکتبر ۱۹۵۷ (میلادی) (پرتاب اسپوتنیک-۱) زاده‌شده‌اند، شبکه آن، بیشتر از دانشجویان دانشگاه و کارشناسان جوانی تشکیل شده که سن بیشتر آنها بین ۱۸ تا ۳۵ سال است.
ستاد شورای مشورتی نسل فضا در وین اتریش است. همچنین به صورت یک سازمان 501c3 نیز در ایالات متحده آمریکا ثبت شده است. این سازمان بیش از ۱۳،۰۰۰ عضو در ۱۵۰ کشور جهان در ۶ منطقه جداگانه دارد. ۶ زبان رسمی سازمان ملل متحد به عنوان زبان رسمی شورای مشورتی نسل فضا بکار می‌روند. اما زبان کاری آن زبان انگلیسی است.
کار پایه‌ای شورای مشورتی نسل فضا پیشرفت توسعه سیاست‌گذاری فضایی، نمایندگی جوانان جهان در سیاست‌گذاری فضایی دفتر امور فضایی ملل متحد و دیگر سازمان‌های بین‌المللی است. شورای مشورتی نسل فضا با نقش نظارتی در کمیته سازمان ملل در امور استفاده صلح‌آمیز از فضا، دیدگاه دانشجویان و کارشناسان فضایی حرفه‌ای جوان به سازمان ملل متحد را نمایندگی می‌کند.
شورای مشورتی نسل فضا در فدراسیون بین‌المللی فضانوردی دارای حق رأی است.